# Solo in Soho
Solo in Soho è il primo album solista del musicista Philip Lynott, pubblicato nel 1980 come progetto esterno al suo gruppo, i Thin Lizzy.

## Tracce
Tutti i brani sono stati scritti da Phil Lynott, eccetto dove indicato
1. Dear Miss Lonely Hearts (Jimmy Bain/Phil Lynott) – 4:11
2. King's Call – 3:40
3. A Child's Lullaby – 2:43
4. Tattoo (Giving It All Up for Love) – 3:21
5. Solo in Soho – 4:15
6. Girls (Jimmy Bain/Phil Lynott/Brian Robertson) – 4:00
7. Yellow Pearl (Phil Lynott/Midge Ure) – 4:06
8. Ode to a Black Man – 4:06
9. Jamaican Rum – 2:43
10. Talk in '79 – 3:00

## Formazione
- Philip Lynott - basso, chitarra, tastiere, percussioni, voce
- Gary Moore - chitarra (Traccia 9)
- Scott Gorham - chitarra (Tracce 1, 4, 8)
- Snowy White - chitarra (Tracce 1, 5)
- Mark Knopfler - chitarra (Traccia 2)
- Jerome Rimson- basso (Traccia 5)
- Fiachra Trench - corde (Tracce 3, 4)
- Jimmy Bain - pianista (Traccia 6)
- Billy Curie - sintetizzatore ARP (Traccia 6)
- Midge Ure -  sintetizzatore ARP (Traccia 7)
- Brian Downey - batterista
- Bob Siebenberg - batterista (Traccia 6)
- Tony Charles - batteria (Traccia 9)
- Andy Duncan - percussioni (Tracce 3, 5)